# プロファージ

プロファージの形成

プロファージ（英: prophage）とは、細菌の環状染色体に挿入されて組み込まれるか、または染色体外のプラスミドとして存在する、バクテリオファージ（細菌に感染するウイルス）のゲノムである。プロファージは潜在型のバクテリオファージであり、ウイルスの遺伝子は細菌細胞を破壊することなく細菌内に存在する。通常バクテリオファージが感染すると程なくして溶菌（細菌の崩壊）が起こるのに対して、バクテリオファージがプロファージでいて誘発（induction）が起こるまでの間、細菌は生きている。

## 背景
プロファージは細菌の中でさまざまな働きをする。プロファージはヒトや植物に対する病原体のビルレンスを高めたり、細菌が過酷な環境で生存する能力を高めたりする。病原体は、さまざまな環境に適応して増殖を行う。ウェルシュ菌Clostridium perfringensやクロストリディオイデス・ディフィシルClostridioides difficileなどの嫌気性の病原菌は腸内に存在し、大量の酸素が存在する場所では長期間生存することができない。プロファージは、これらの細菌に生存のための耐性機構と代謝上の利点を与え、時には細菌のゲノムを完全に変えてしまうこともある。

## プロファージ誘発
紫外線や化学物質による宿主細胞の損傷が検出されると、プロファージはプロファージ誘発と呼ばれる過程により細菌の染色体から切り出される。その後、溶菌サイクルによるウイルスの複製が開始される。溶菌サイクル中は、ウイルスは細胞の複製装置を乗っ取る。細胞は溶菌するか破裂するまで新たなウイルスで満たされるか、またはエキソサイトーシス過程によってウイルスを1つずつ放出する。感染から溶菌までの期間は潜伏期と呼ばれる。溶菌サイクル後のウイルスは、ビルレントウイルス（virulent virus）と呼ばれる。プロファージは遺伝子の水平伝播に重要な役割を果たし、モバイロームを構成すると考えられている。環状DNA（一本鎖または二本鎖）のゲノムを持つか、またはカウドウイルス目のようにローリングサークル複製によってゲノムの複製を行う細菌のウイルスの全ての科に、こうした溶原性を持つメンバーが存在する。

## 接合誘発
接合誘発は、細菌ウイルスのDNAを持つ細菌細胞が自身のDNAとともにウイルス（プロファージ）のDNAを新たな宿主細胞に移行することで生じ、新たな宿主細胞を破壊する効果がある。細菌細胞のウイルスDNAは、新たな細胞に移行する前にプロファージにコードされるリプレッサータンパク質によってサイレンシングされている。細菌細胞のDNAが新たな宿主細胞に移行すると、新たな細胞ではリプレッサータンパク質が存在しないためDNAがオンとなり、新たな細胞からウイルスが放出されることになる。この発見は細菌の接合に関する重要な洞察をもたらし、遺伝子調節の初期の抑制モデルに貢献した。これにより、lacオペロンやλファージの遺伝子の負の調節機構が説明可能となった。

## Prophage reactivation
λファージは、prophage reactivation（プロファージ再活性化）と呼ばれる一種の組換え修復を行うことができる。Prophage reactivationは、感染してきたλファージの紫外線で損傷した染色体と、細菌のDNAに組み込まれてプロファージ状態にある相同なファージゲノムとの間での組み換えによって行われる。λファージの場合、prophage reactivationはrecA+とred+の遺伝子産物を介した正確な組換え修復プロセスであると考えられている。

## 応用
プロファージからは、宿主細菌との関係について多くのことを知ることができる。多様な環境に生息するより多くの非病原性細菌のデータを得ることで、プロファージが宿主の生存に有用な因子を提供しているのかについて、より多くの証拠を得ることができると考えられる。プロファージのゲノミクスによって、細菌共生体の生態系への適応に重要な遺伝子が見つかる可能性がある。他の重要な関心領域はプロファージの遺伝子発現の制御であり、溶原性変換遺伝子の多くは厳密に制御されている。この過程は、ブドウ球菌感染症でみられるように、非病原性細菌を有害な毒素を産生する病原性細菌に変換することが可能である。プロファージの具体的な機構はまだ詳細が解明されていないため、さまざまな細菌中のプロファージ配列のデータベース化は今後の研究のための有用なツールとなると考えられる。